# Northrop Grumman E-10 MC2A
Northrop Grumman E-10 MC2A là một dự án máy bay quân sự đa năng nhằm thay thế cho loại E-3 Sentry, E-8 Joint STARS và RC-135 Rivet Joint. Nó được chế tạo dựa trên loại máy bay thương mại 767-400ER.

## Tính năng kỹ chiến thuật (767-400ER)
Dữ liệu lấy từ Boeing 767-400ER
Đặc tính tổng quát
- Kíp lái: 2 + tổ vận hành
- Chiều dài: 201 ft 1 in (61,3 m)
- Sải cánh: 170 ft 3 in (51,9 m)
- Chiều cao: 55 ft 1 in (16,8 m)
- Trọng lượng rỗng: 228.999 lb (103.872 kg)
- Trọng lượng cất cánh tối đa: 449.999 lb (204.116 kg)
- Động cơ: 2 × Pratt & Whitney PW4000-94 kiểu turbofan, 63.300 lbf (282 kN) thrust mỗi chiếc

hoặc 2x General Electric CF6-80C 63.500 lbf (282 kN)
Hiệu suất bay
- Vận tốc cực đại: 1.051 mph; 1.691 km/h (913 kn)
- Vận tốc cực đại: Mach 0.86
- Vận tốc hành trình: 979 mph; 1.576 km/h (851 kn) Mach 0.80
- Tầm bay: 5.599 nmi; 6.444 mi (10.370 km)
- Trần bay: 40.000 ft (12.200 m)